# Esztényi Szabolcs
Esztényi Szabolcs (Budapest, 1939. december 20. – 2024. június 29.) magyar zongoraművész, zeneszerző.

## Életpályája
1953–1958 között a Bartók Béla Zeneművészeti Szakiskola diákja volt. 1957–1960 között Vásárhelyi Magda oktatta zongorán. A Zeneakadémián Major Ervinnél tanulta a zeneszerzést. 1961–1966 között Varsóban tanult tovább zongorázni, Margerita Trombini-Kazuronál. 1963–1969 között zeneszerzést tanult Witold Rudzinskinél. 
1971-től a varsói Chopin Zenei Középiskola zongoraimprovizáció tanára volt. 1972–1978 között a varsói Zeneakadémia zeneszerzés szakán az elektronikus zene és az európai polifónia tanára volt. 1983–1988 között a varsói Zeneakadémia Pedagógiai Intézetében, 1988-tól a zongora főtanszakon és a szaktanárképző tanszéken oktatott.
1994-től a lódzi Zeneakadémia ritmika tanárképző szakán a zongoraimprovizáció tanára. 1998-tól professzor.

## Magánélete
1968-ban házasságot kötött Teresa Roslonnal.

## Művei
- 6 zongoradarab (1968)
- Quartetto per Batteria (1968)
- Intermezzo (1970)
- Concerto for Tape and Piano (1971)
- Concertino per due Pianoforti (1973-1974)
- Polish Motet for three Reciters (1974)
- 6 Etudes for two pianos (1979)
- kis zongoradarabok gyermekeknek (1983-)
- zongoraimprovizációs gyakorlatok (1983-)
- Creative Music for Piano: No. 1. In memoriam Andrzej Bieżan (1988)
- No. 3. In memoriam Tomasz Sikorski (1989)
- No. 4. In memoriam 1956 (1990)
- The Gates to the Garden (két zongorára, 1999)
- 3 New Etudes (két zongorára, 2003)
- Toccata (két zongorára, 2006)
- A Glance from Afar (alt, két zongorára, 2007)

## Díjai
- Az I. lengyel zongoraimprovizációs verseny nagydíja (1968)
- Orpheus-díj (1989)
- A Magyar Érdemrend lovagkeresztje (2012, polgári tagozat)[5]